# Craspedacusta iseana
Craspedacusta iseana (japanischer Trivialname: ise-mamizu kurage) ist eine vermutlich ausgestorbene Süßwassermeduse. Die Art ist nur von drei ausgewachsenen männlichen Exemplaren bekannt, die am 22. September 1921 in einem alten Brunnen in Tsu in der ehemaligen japanischen Provinz Ise (heute Präfektur Mie) gesammelt wurden. Das Typusmaterial ist jedoch später verloren gegangen. 

## Merkmale
Der Durchmesser beträgt 18 mm. Der Schirm ist eher flach als halbkugelförmig. Der Magenstiel endet in vier einfachen Mundlappen, die sich unterhalb des Schirmrandes erstrecken. Der Zentralmagen ist groß. Der obere Abschnitt ist konisch mit einer breiten quadratischen Grundfläche, die sich nach unten verengt. Die Geschlechtsorgane, die sich bei den ausgewachsenen Tieren von der Anschlussstelle der Radiärkanäle entwickeln, sind massiv. Der Schirmrand ist etwas gewölbt. 104 bis 128 Tentakeln sind in sechs bis sieben Reihen angeordnet. Eine ähnliche Anzahl von runden oder ovalen Statozysten ist vorhanden. Bei ihnen fehlen jedoch die röhrenförmigen Projektionen wie bei anderen  Craspedacusta-Arten. Die Nesselzellen befinden sich nicht in Warzen oder Papillen, sondern sind direkt über die Tentakeloberfläche verstreut. Craspedacusta iseana ist nahe mit der Süßwasserqualle (Craspedacusta sowerbii) verwandt. Sie unterscheidet sich von ihr durch das Fehlen des Velarkanals am Schirmrand, durch die geringere Schirmgröße im ausgewachsenen Stadium, durch weniger Tentakeln und durch die unterschiedliche Form der Statozysten und Nesselzellen. Die Polypenform ist unbekannt.

## Aussterben
1922 wurde der Brunnen in Tsu zerstört und die Art seitdem nicht mehr wiederentdeckt.